# بو مک‌کالب
بو مک‌کالب (مقدونی: Лестер „Бо“ МекКејлеб؛ زادهٔ ۴ مهٔ ۱۹۸۵) بازیکن بسکتبال اهل ایالات متحده آمریکا است.

## حرفه
از باشگاه‌هایی که در آن بازی کرده‌است می‌توان به باشگاه بسکتبال بایرن مونیخ، باشگاه بسکتبال پارتیزان، باشگاه بسکتبال مردان فنرباغچه، باشگاه بسکتبال گرن کاناریا، و باشگاه بسکتبال ساراگوسا اشاره کرد.